# 日本食品標準成分表
日本食品標準成分表（にほんしょくひんひょうじゅんせいぶんひょう、英: Standard Tables of Food Composition in Japan）は、文部科学省科学技術・学術審議会資源調査分科会が調査して公表している日常的な食品の成分に関するデータである。略して食品成分表とも称される。
食品可食部の質量100g当たりの食品成分の含量などが示されている。学校や病院などの給食業務で栄養素を計算する上で重要な資料の一つであり、管理栄養士資格の学習のみならず、各種の健康・医療系のキュレーション（まとめ）サイトにある記述の信頼性を確認する際にも重要な資料となる。
一般的な健康食品等における「○○何個（何グラム）分」との成分表示はこの表を参考に算出されている。
近年は5年ごとに改訂され、最新は2020年版である。2016年以降は毎年追補も公表されるようになった。
2015年（平成27年）公表の『日本食品標準成分表2015年版（七訂）』以降、別冊である『日本食品標準成分表2015年版（七訂）アミノ酸成分表編』『日本食品標準成分表2015年版（七訂）脂肪酸成分表編』『日本食品標準成分表2015年版（七訂）炭水化物成分表編』のデータも含め、各表はEXCEL版もダウンロードしたり、「食品成分データベース」で検索したりできるようになった。

## 表記

### エネルギーの表記
個々の食品のエネルギーの単位は、キロジュール(kJ)とキロカロリー(kcal)の両方で記載されている。キロジュールが国際単位系(SI)によるもので、キロカロリーは国際単位系では認められていないが、計量法では「特殊の計量に用いる計量単位」（人若しくは動物が接取する物の熱量又は人若しくは動物が代謝により消費する熱量の計量に用いる場合）として認められている（計量法に基づく計量単位一覧#特殊の計量に用いる計量単位（9量13分野26単位））。
なお、アメリカ合衆国農務省の食品成分表である米国農務省国民栄養データベースでは、キロジュールのみの表記である。

### 質量の表記
2015年版までは、グラム（記号は g）で表される食品の質量は「重量(weight)」と表記されていたが、教育面での考慮から、2020年年版では「質量（mass）」の語を用いている。ただし、調理前後の質量の増減を示す数値は、2015年版と同様に「重量変化率」としている。 

## 改訂の歴史
- 1931年（昭和6年） 『日本食品成分総覧』を佐伯矩が出版する。食品数1045。
- 1947年（昭和22年） 『暫定標準食品栄養価分析表』、食品数が104と少なく不便であった。
- 1950年（昭和25年） 『日本食品標準成分表』を公表。食品数538。
- 1954年（昭和29年） 『改訂日本食品標準成分表』、食品数695。
- 1963年（昭和38年） 『三訂日本食品標準成分表』、食品数878。たんぱく質の評価基準である国際連合食糧農業機関(FAO)のプロテインスコアをとり入れる。
- 1982年（昭和57年） 『四訂日本食品標準成分表』、食品数1621。世界保健機関(WHO)/FAOが発表したアミノ酸スコアの1973年版を採用する。
- 2000年（平成12年） 『五訂日本食品標準成分表』、食品数1882。WHO/FAO/UNU（国際連合）によって発表されたアミノ酸スコア1985年版を採用する。
- 2005年（平成17年） 『五訂増補日本食品標準成分表』、食品数1878。
- 2010年（平成22年） 『日本食品標準成分表2010』、食品数1878。国連食糧農業機関（FAO）報告書と厚生労働省の食事摂取基準に則り、成分値の項目に「アミノ酸組成によるたんぱく質」「トリアシルグリセロール当量」「ヨウ素」「セレン」「クロム」「モリブデン」「ビオチン」の計7項目を追加[4]。
- 2015年（平成27年） 『日本食品標準成分表2015年版（七訂）』、食品数2191。15年ぶりに食品数が増加。成分項目に「利用可能炭水化物（単糖当量）を追加。データを電子化し、和文のほか、英文[5]でも提供を開始。また、別冊として『日本食品標準成分表2015年版（七訂）アミノ酸成分表編』、『日本食品標準成分表2015年版（七訂）脂肪酸成分表編』、『日本食品標準成分表2015年版（七訂）炭水化物成分表編』の3冊も同時に策定。[6]。
- 2016年（平成28年）12月 『日本食品標準成分表2015年版（七訂）追補2016年』公表。食品数2,222[7]。
- 2017年（平成29年）12月 『日本食品標準成分表2015年版（七訂）追補2017年』公表。食品数2,236[8]。
- 2020年（令和2年） 食品数2,478に改訂（八訂）[1]。

| 名称                               | 公表年             | 食品数 |
| ---------------------------------- | ------------------ | ------ |
| 日本食品標準成分表                 | 1950年（昭和25年） | 538    |
| 改訂日本食品標準成分表             | 1954年（昭和29年） | 695    |
| 三訂日本食品標準成分表             | 1963年（昭和38年） | 878    |
| 四訂日本食品標準成分表             | 1982年（昭和57年） | 1,621  |
| 五訂日本食品標準成分表             | 2000年（平成12年） | 1,882  |
| 五訂増補日本食品標準成分表         | 2005年（平成17年） | 1,878  |
| 日本食品標準成分表2010（注）       | 2010年（平成22年） | 1,878  |
| 日本食品標準成分表2015年版（七訂） | 2015年（平成27年） | 2,191  |
| 日本食品標準成分表2020年版（八訂） | 2020年（令和2年）  | 2,478  |

（注）日本食品標準成分表2010 を六訂とみなす。

## 各訂の比較について
日本食品標準成分表の、特に初訂と比較して、野菜の栄養が減少していると主張する事が、多々見受けられるが、基本的には、野菜の栄養は減少していない。
日本食品標準成分表は（最新のデータを用いて）”国民が日常摂取する食品の成分を明らかにする”（七訂より）のが目的であり、各訂間の比較は全く考慮していない。単に得られたデータを平均して定めたわけでもない。測定技術の進歩や、昔は旬だけだったのが、現在は通年流通することによる変化（旬を外れると栄養価が低下することがある。特にほうれん草のビタミンCは顕著であるため、夏と冬の値も記載されている。）、品種の変化、名目は同じでも栄養素や食品の中身が変わっている、単位が変わっていることを見落とす、その他、様々な理由で、見かけ上、栄養価が低下したように見えることがある。こうした長期にわたる数値を比較する際は、様々な注意が必要であり、「急激に大きな変化があった時は注意が必要で、本当に変化したのか、 見かけ上変わったかを見極める必要がある。」。ちなみに、ニンジンの場合、在来種（きんとき）より、現在主流の品種（西洋人参）の方が、カロテンが豊富である。又、現在、ニンジンは在来種（きんとき）を別記しているが、版により、西洋人参（濃橙色）を別記している。
- 初訂は、測定技術の問題もあるが、そもそも、データそのものが乏しい。初期には、海外で纏められた資料も参考にして値を定めている。改訂は初訂のわずか4年後に発行されたものであるが、初訂のデータに、その後収集されたデータを追加したものである。データを十分に集めることができなかったことも記載されている。その際、無機質（鉄とリン）が初訂と大きく異なることが明記されており[14]、「実際の食品中の鉄含量の低下を示しているわけでもない[13]」。鉄について、5訂からは、従来より、はるかに選択性が高く、かつ高感度である原子吸光光度法で測定されている[13]。第二次世界大戦前の食品成分表では鉄含量は、Fe2O3 として記載されていたが、現在は Fe（元素記号）として表されている[13]。鉄の値を初訂と現在とで比較していることも多い[10]。

- ビタミンCは、測定技術の進歩により測定データが低くなる為、ビタミンCの減少は、測定技術の進歩で説明できることも多い[15]。
- ビタミンA(IU)の値は、改訂までは、カロテンの値(IU)をそのまま用いており、実際の栄養価を計算する際には利用効率を考慮して2分の1で計算するように記載されている。第3訂以降は、利用効率等を考慮して、ビタミンAの値はカロテンの値の3分の1、五訂増補以降は、ビタミンAの値はカロテンの値の6分の1（ただし、現在はレチノール当量(μg)で表示されているため、カロテン当量(μg)からは12分の1で計算）で記載されている。このことに気が付かずに、初訂の値を、そのまま現在の値と比較していることが多々見受けられる[10]。現在、カロテン当量は、α-カロテンとβ-カロテンだけでなく、β-クリプトキサンチンも合わせて計算している。
- データ選択の恣意性（チェリー・ピッキング）の問題もある。例えば、ビタミンAやC,鉄などが、この手の話題で良く取り上げられる。トマトは例外的に実際に品種の違いによりビタミンCが減少している[11]が、この手の話題で良く取り上げられる。

## 収載食品
「日本食品標準成分表の収載食品一覧」を参照。

## 他の成分表
アミノ酸成分表
- 1966年（昭和41年） 『日本食品アミノ酸組成表』
- 1986年（昭和61年） 『改訂日本食品アミノ酸組成表』
- 2010年（平成22年） 『日本食品標準成分表準拠 アミノ酸成分表2010』[4]
- 2015年（平成27年） （別冊）『日本食品標準成分表2015年版（七訂）アミノ酸成分表編』

脂肪酸成分表
- 1989年（平成元年） 『日本食品脂溶性成分表－脂肪酸、コレステロール、ビタミンE－』
- 2005年（平成17年） 『五訂増補日本食品標準成分表　脂肪酸成分表編』
- 2015年（平成27年） （別冊）『日本食品標準成分表2015年版（七訂）脂肪酸成分表編』

炭水化物成分表
- 2015年 （別冊）『日本食品標準成分表2015年版（七訂）炭水化物成分表編』